# Christian Untrieser

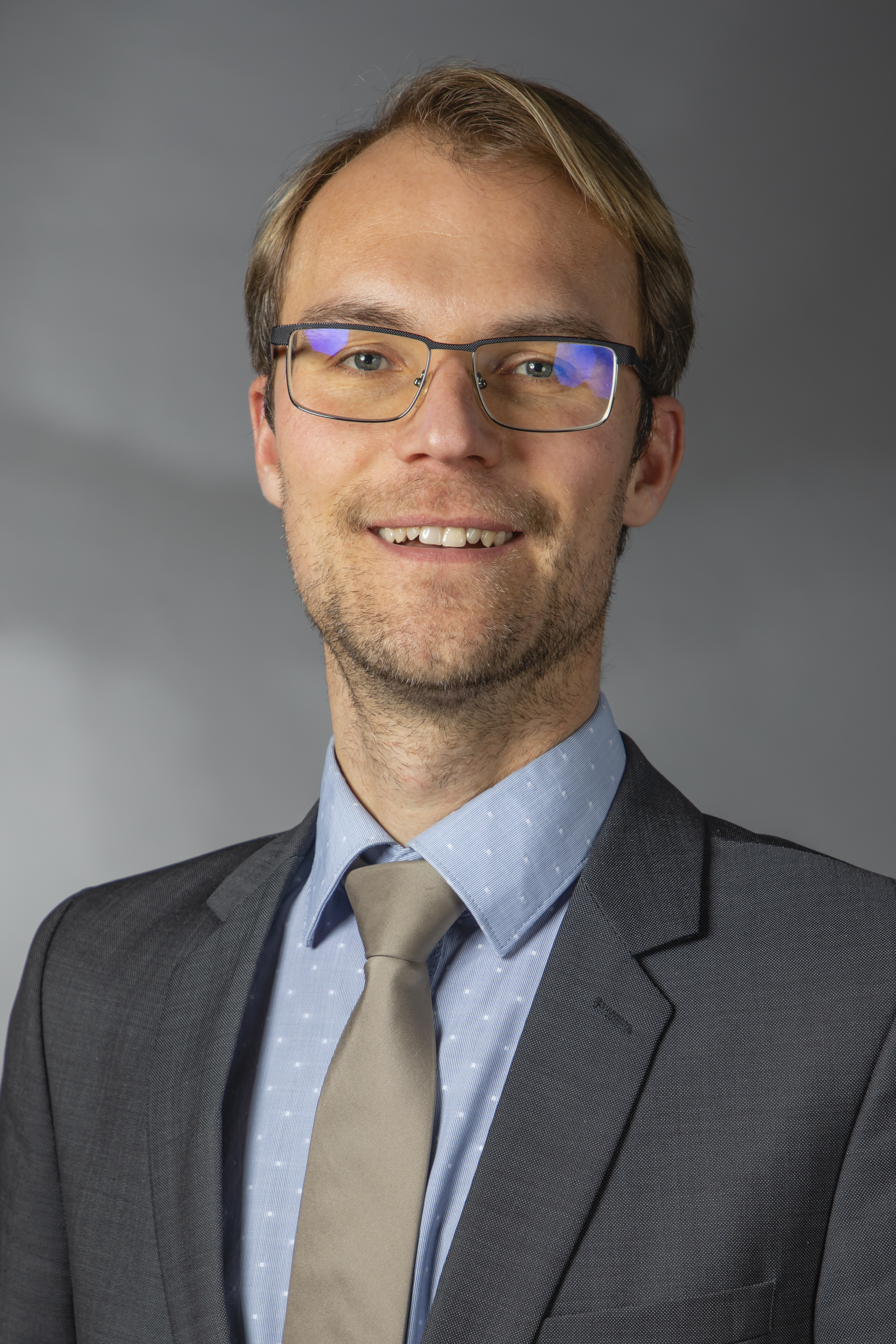
Christian Untrieser (2019)

Christian Untrieser (* 5. Mai 1982 in Wuppertal) ist ein deutscher Rechtsanwalt und Politiker der CDU. Er ist seit 2017 Abgeordneter im Landtag von Nordrhein-Westfalen.

## Leben
Nach dem Abitur 2001 studierte Untrieser von 2002 bis 2008 Rechtswissenschaft an den Universitäten in Bochum, Münster und Poitiers. Während seines Studiums, das er mit dem Ersten Staatsexamen abschloss, trat er 2003 in die katholische Studentenverbindung KDStV Alemannia Greifswald und Münster ein. Nach dem juristischen Vorbereitungsdienst in Münster, Düsseldorf, Brüssel und Kapstadt legte er 2010 das Zweite Staatsexamen ab. Im Anschluss arbeitete er bis 2013 in Rechtsanwaltskanzleien in Düsseldorf und Berlin. Von 2013 bis 2017 war er als Referent in einem Kölner Kommunalwirtschaftsverband tätig. 2016 wurde er mit dem Dissertationsthema Die Agentur für die Zusammenarbeit der Energieregulierungsbehörden im europäischen Verwaltungsverbund zum Doktor der Rechte promoviert.
Untrieser ist seit 2010 Mitglied der CDU. Bei der Landtagswahl in Nordrhein-Westfalen 2017 wurde er im Wahlkreis 37 (Mettmann II) als Direktkandidat (39,0 % der Erststimmen) in den Landtag von Nordrhein-Westfalen gewählt. Im Landtag ist er Mitglied des Ausschusses für Umwelt, Landwirtschaft, Natur- und Verbraucherschutz, des Ausschusses für Wirtschaft, Energie und Landesplanung und der Enquetekommission „Digitale Transformation der Arbeitswelt in Nordrhein-Westfalen“. Bei der Landtagswahl 2022 kandidierte er für das Direktmandat im Wahlkreis 38 (Mettmann II), das er mit 39,2 % der Erststimmen gewann.